# Автоматическая винтовка Симонова
Автоматическая винтовка Симонова, полное название 7,62-мм автоматическая винтовка системы Симонова образца 1936 года (сокращённо АВС-36, индекс ГАУ — 56-А-225) — советская автоматическая винтовка, разработанная оружейником Сергеем Симоновым. Изначально она разрабатывалась как самозарядная винтовка, но в ходе усовершенствований в винтовку был добавлен режим стрельбы очередями, который предназначался только для экстренных ситуаций. Из-за ряда недостатков винтовка была снята с вооружения РККА и заменена самозарядной винтовкой Токарева. Является первой автоматической винтовкой, поступившей на вооружение РККА после разработанного в Российской империи автомата Фёдорова, и первой в истории советской оружейной промышленности серийно выпускавшейся автоматической винтовкой.

## Предпосылки
Несмотря на то, что автомат Фёдорова неплохо зарекомендовал себя во время ряда боевых операций, проведённых РККА в начале 1920-х годов, его эксплуатация вызывала ряд критических замечаний: автоматика давала сбои и могла отказать даже при незначительных загрязнениях механизмов. Более того, советская промышленность не могла наладить производство патронов 6,5 × 50 мм для данной винтовки. Решение советских властей увеличить объёмы выпуска стандартного винтовочного патрона 7,62 × 54 мм для винтовок Мосина привело к тому, что к середине 1925 года производство автоматов Фёдорова прекратилось. Однако ученик конструктора Владимира Фёдорова, директор Ковровского оружейного завода Сергей Симонов, решил продолжить дело своего учителя и занялся разработкой автоматической винтовки под новый патрон 7,62 × 54 мм.
Первая модель автоматической винтовки Симонова была представлена в 1926 году и представляла собой подобие ручного пулемёта с клиновым запиранием. Принцип действия этой винтовки сводился к тому, что отводимые из дульной части ствола пороховые газы действовали на газовый поршень и тяги, расположенные с правой стороны винтовки. Запирание канала ствола в момент выстрела достигалось входом опорного боевого пенька в вырез затвора в нижней его части. Был изготовлен только один экземпляр винтовки подобного проекта. В апреле того же года Артиллерийский комитет Главного артиллерийского управления, рассмотрев проект, пришёл к следующим выводам: несмотря на простоту конструкции, в ней присутствовал ряд недостатков, основным из которых было неудачное расположение газоотводного приспособления, крепившегося не по оси симметрии, а справа и без всякого закрытия сверху. Это привело к увеличению ширины цевья и открыло доступ воды и пыли к газоотводному приспособлению, а в связи с вынесением центра тяжести вправо вызывало значительное отклонение пули влево. Ещё одним недостатком конструкции стало то, что необходимо было отделить приклад и рукоятку для того, чтобы вынуть затвор. Винтовка в целом не имела преимуществ перед известными системами, поэтому не могла быть в таком виде допущена к испытаниям.
В предложении о выпуске пробной партии и проведении официальных испытаний Симонову было отказано. В январе того же 1926 года на конкурсные испытания были представлены ещё несколько самозарядных винтовок под тот же патрон 7,62 × 54 мм, разработчиками которых были конструкторы Владимир Фёдоров, Фёдор Токарев и Василий Дегтярёв. Винтовки не смогли удовлетворить военных ни по надёжности работы, ни по простоте конструкции, однако поиски оптимальных сочетаний в этой области продолжались: дальнейшие разработки оружия стали своеобразным «социалистическим соревнованием» между конструкторами.

## Разработка и производство
В марте 1930 года состоялся новый конкурс, по итогам которого одержал победу проект винтовки Дегтярёва. Реввоенсовет обсудил возможность производства опытной партии винтовок «для ускорения внедрения в войска индивидуального автоматического оружия». 28 декабря научно-технический комитет Артуправления присвоил проекту Дегтярёва название «7,62-мм самозарядная винтовка обр. 1930 года», однако в следующем году на звание лидера стал претендовать проект винтовки Симонова. После этого конкурса наибольших успехов в проектировании автоматических винтовок удалось добиться Сергею Симонову и Фёдору Токареву: именно в их творческом соревновании должен был решиться вопрос о том, магазинные винтовки какой системы поступят на вооружение войск.
Продолжая работу над винтовкой и занимаясь доработкой конструкции образца 1926 года, Симонов в 1931 году не без помощи своего КБ на Ковровском заводе представил улучшенный образец. В новой модели запирание канала осуществлялось клином, перемещающимся в вертикальных пазах ствольной коробки. Подъём клина осуществлялся с помощью скоса в передней части стебля затвора, опускание для расщепления затвора — взводной муфтой. Проект успешно прошёл полигонные испытания в 1931—1932 годах. В 1933 году была представлена новая модель винтовки Симонова, в основе которой лежал принцип отвода пороховых газов через специальное отверстие из нарезной части канала ствола к патрубку. Конструкция винтовки предусматривала неподвижный ствол и затвор с клиновым запиранием. Скорострельность этого образца составляла от 30 до 40 выстрелов в минуту, прицельная дальность — до 1500 м. Проект, однако, не прошёл полигонные испытания из-за ряда недостатков, связанных с конструкцией винтовки. Параллельно этому образцу проходили испытания винтовок Токарева и Дегтярева, причем винтовки Дегтярёва имели возможность ведения непрерывного огня. Вскоре подобный режим появился и в винтовке Симонова.
Успех на стрельбищах стал поводом для поступления заказа на изготовление 25 винтовок для войсковой проверки их жизнеспособности, но ещё до завершения изготовления всех экземпляров размер опытной партии вырос до 100 единиц со сроком сдачи к 1 января 1934 года. Предлагалось ускорить разработку технологического процесса, чтобы уже в первом квартале 1934 года запустить в производство партию винтовок, а с начала второго полугодия подготовиться к валовому производству. Освоение и производство винтовки велось на Ижевском оружейном заводе: поскольку оружие планировали запустить в серийное производство ещё до официального принятия на вооружение, весной 1933 года конструктор лично отправился в служебную командировку в Ижевск для оказания помощи в организации производства, ради чего вынужден был оставить учёбу в Промакадемии. Прибыв на завод, Симонов выяснил, что предприятие не было готово к серийному выпуску новой винтовки не только по причине отсутствия современного оборудования, но и в связи использованием значительной части имеющихся ресурсов на производство винтовок Мосина образца 1891/30 годов. Только после письма Симонова в Москву и вмешательства наркома тяжёлой промышленности Серго Орджоникидзе заводу были предоставлены все необходимые денежные и технические средства. Был создан специальный цех для сборки винтовок, а Симонов возглавил конструкторское бюро и опытную мастерскую.
22 марта 1934 года Комиссариат Обороны принял постановление о развитии в 1935 году мощностей по производству автоматических винтовок системы Симонова. В 1935 году был выпущен экспериментальный вариант автоматической винтовки Симонова, получивший условное обозначение «0—20». По сравнению с образцом 1933 года в конструкции были произведены изменения, направленные на устранения прежних недостатков. Однако экспериментальный образец был забракован за большой процент задержек при стрельбе и за выявленную малую живучесть ряда деталей винтовки. В результате ряда испытаний, проходивших в 1935—1936 годы, автоматическая винтовка Симонова показала лучшие результаты по сравнению с образцом Токарева. И хотя отдельные экземпляры преждевременно выходили из строя, но, как отмечала комиссия, причиной тому были главным образом дефекты изготовления, а не конструкции. Согласно протоколу полигона от июля 1935 года, доказательством этому служили опытные образцы АВС, выдерживавшие до 27 тысяч выстрелов .
Новый образец винтовки под названием АВС-36 (рабочее название «0—36») был выпущен в 1936 году и стал результатом доработки образца 1935 года. Тогда же АВС-36 была принята на вооружение Красной Армии и стала первой автоматической винтовкой, поступившей на вооружение РККА после автомата Фёдорова. От первоначального образца, предложенного конструктором в 1931 году, она отличалась наличием дульного тормоза, изменённой конфигурацией отдельных деталей, способом крепления штыка и рядом других изменений. В 1937 году АВС-36 участвовала в очередных сравнительных испытаниях самозарядных винтовок для РККА, на которых показала несколько худшие результаты, чем опытный образец самозарядной винтовки Токарева, хотя по совокупности тактико-технических и производственных показателей имела некоторые преимущества перед СВТ.
26 февраля 1938 года директор Ижевского оружейного завода А. И. Быховский доложил, что автоматическая винтовка системы Симонова на заводе освоена и пущена в массовое производство. Автоматические винтовки АВС-36 были впервые показаны на Первомайском параде в 1938 году — ими были вооружены бойцы 1-й Московской Пролетарской стрелковой дивизии. После принятия на вооружение автоматических винтовок Симонова их выпуск, ранее производившийся отдельными партиями, заметно возрос: в 1934 году было выпущено 106 винтовок, в 1935 году — 286, в 1937 году — 10 280, в 1938 году — 23 401 шт. Массовое производство винтовок АВС началось в феврале 1938 года: к 1940 году было выпущено, по разным оценкам, от 35 тысяч до 65,8 тысяч экземпляров. В 1939 году группа работников Ижевского завода, занимавшаяся разработкой новых образцов вооружения (в том числе и АВС), была награждена орденами и медалями: конструктор Сергей Гаврилович Симонов и заместитель наркома вооружения СССР Владимир Николаевич Новиков были удостоены орденов Красной Звезды.

## Конструкция винтовки

### Принцип работы. Отличия по годам выпуска

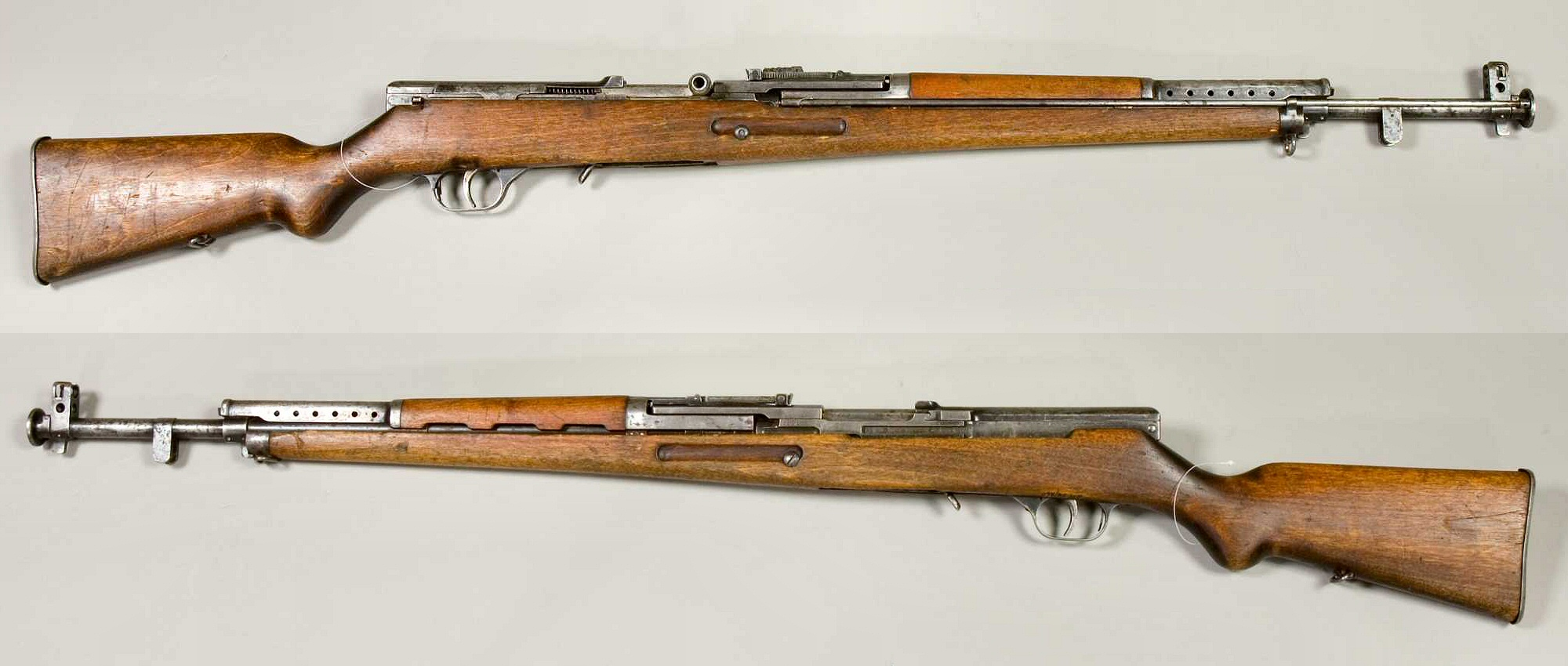
АВС-36 без магазина. Экспонат Музей шведской армии

Автоматика винтовки АВС работает за счёт энергии пороховых газов, отводимых из канала ствола через поперечные отверстия, расположенные сверху. Газоотводный узел с коротким ходом газового поршня размещён над стволом. Запирание затвора осуществлялось при помощи вертикального клина, который перемещался в вертикальных пазах ствольной коробки, и позволяло оптимально распределить нагрузку на запирающем узле, а заодно и уменьшить массу затвора и всего оружия. Возвратная пружина находилась в съёмной крышке ствольной коробки. Клин представлял собой прямоугольную призму со сквозным окном для прохода затвора и стебля затвора, а в запертом положении как бы подпирал затвор снизу. За счёт отвода газов происходили отпирание системы, взведение ударника, выбрасывание стреляной гильзы, отвод подвижных частей назад и сжатие пружины. После поглощения энергии отката подвижные части под действием возвратной пружины двигались вперёд, захватывая патрон из магазина, подавали его в патронник и запирали затвор. При нажатии на спусковой крючок ударник срывался и разбивал бойком капсюль. Подобная автоматика винтовки с принципом отвода пороховых газов через отверстия в стволе и размещением газоотводного узла над стволом впервые была представлена в проекте 1931 года.
В винтовке образца 1933 года при отпирании затвора клин опускался с помощью специальной муфты, связанной с газовым поршнем и выжимавшей запирающий блок вниз из пазов затвора. Ход муфты при этом ограничивался прицельной колодкой. При запирании затвора клин поднимался водителем затвора, в который упиралась затворная пружина: под действием пружины (при ручном перезаряжании) или специального скоса затворной рамы (при ведении огня) он заходил в пазы затвора, запирая его. Клиновое запирание находилось впереди магазина, что привело к удлинению ствольной коробки и излишнему удлинению и утяжелению винтовки: сама ствольная коробка была трудной в производстве и поэтому очень дорогой деталью. Конструкция затвора была весьма сложной, так как внутри него были размещены ударник с боевой пружиной, отдельные части спускового механизма и специальное устройство противоотскока. Ложа винтовки имела шейку пистолетной формы; цевьё доходило до патрубка, сверху которого имелась короткая стальная накладка с щелями для охлаждения; между этой накладкой и прицелом была укреплена деревянная накладка.
В винтовке образца 1935 года отсутствовали муфта взведения, толкающая водитель затвора, и стержень затворной пружины. Запирающий клин находился в тыльной части затвора, позади магазина. В остове затвора находился короткий ударник, по которому бил водитель затвора. Запирающий клин играл роль останова затвора при израсходовании всех патронов в магазине. Ствольная коробка закрывалась сверху двумя крышками: передняя имела рукоятку и служила для открывания затвора рукой (рукоять поворачивали налево и оттягивали назад). Затвор нужно было закрывать, досылая крышку вперёд до отказа, чтобы не было осечек. Во время стрельбы эта рукоятка оставалась неподвижной. Тыльная крышка имела короткий направляющий стержень для затворно-боевой пружины, сделанной из трёхжильного стального троса. Масса и длина винтовки при этом не претерпели изменений.
В винтовке образца 1936 года для отражения гильзы использовался уже не ромб клина, а жёсткий выступ в ствольной коробке, что привело к усложнению процедуры изготовления. Поскольку клин не мог быть удовлетворительным остановом затвора, был установлен специальный останов затвора впереди клина, что привело к очередному удлинению ствольной коробки и затвора. Для обслуживания двух шептал спусковая пружина была разрезана на две части, что привело к снижению прочности самой пружины. По сравнению с образцом 1935 года не претерпели изменений магазин, ствольная накладка и штык. По сравнению с образцом 1931 года в конструкции винтовки присутствовал дульный тормоз, который навинчивался на ствол впереди длинной трубки, насаженной на дульную часть ствола и имевшей сверху основание мушки, а снизу два упора для штыка. Головка шомпола заходила за фриз шейки дульного тормоза и упиралась в его тыльную стенку, благодаря чему надёжно держалась. Дульный тормоз поглощал около 35 % энергии отдачи и слегка повышал кучность стрельбы.
В ходе доработки винтовки до её окончательного варианта претерпели изменения конфигурация ствольной коробки, крепление ствольной накладки (была укорочена, имела металлический наконечник) и конструкция основания мушки. Были добавлены подвижный щиток, закрывавший вырез ствольной коробки для прохода рукоятки перезаряжания, и крепившийся с правой стороны шомпол. Варианты автоматических винтовок, представленные до 1936 года, различаются устройством отсечки, спускового механизма и упора боевой пружины (в частности, отсечки не было в образцах винтовки, выпущенных до 1935 года).

### Ударно-спусковой механизм
Ударно-спусковой механизм — ударникового типа, на ударник была надета спиральная боевая пружина. Спуск был устроен для ведения как одиночного, так и непрерывного огня, что позволяло использовать оружие не только в качестве магазинной винтовки, но и ручного пулемёта. Переключатель режимов огня находится на ствольной коробке с правой стороны сзади. Предохранитель от случайных выстрелов находился в задней части спусковой скобы и запирал спусковой крючок. При израсходовании патронов затвор останавливался в заднем положении, что сигнализировало об израсходовании патронов и пресекало попытки стрелять с пустым магазином. Стреляные гильзы выбрасывались из ствольной коробки вперёд и вверх. В проекте 1935 года назначение курка выполнял «водитель» затвора, а роль боевой пружины играла затворная пружина. Спусковой механизм тогда был несколько упрочнён и сделан для одиночного огня. В проекте 1936 года вернулась возможность ведения непрерывного огня, регулируемая флажковым переключателем режимов огня, который находился на ствольной коробке справа сзади
Конструктивно ударно-спусковой механизм был достаточно сложным, поскольку включал большое количество мелких сложносопряжённых деталей. Хвост ажурного спускового рычага удерживался довольно слабым пером длинной пластинчатой пружины, которая вынуждена была другим пером поджимать шептало. Конструкция предохранителя была основана на механическом ограничении поворота спускового крючка, однако при сильном сотрясении заряженной винтовки (наряду с малым усилием обоих перьев упомянутой пластинчатой пружины) даже предохранитель не мог застраховать от случайного выстрела. Ещё одной проблемой был слишком большой темп непрерывного огня: Симонов включил в конструкцию замедлитель темпа, который, однако, не смог повысить точность. Позже выяснилось, что использование затворной пружины в качестве боевой нарушало живучесть ударного механизма и сокращало срок службы пружины, повышая количество осечек. В связи с расположением затвора траектория подачи патронов в патронник оказалась довольно длинной и крутой, что приводило к частым утыканиям и неподачам при стрельбе.

### Питание винтовки и патроны
Питание винтовки осуществлялось из коробчатых съёмных двухрядных магазинов вместимостью 15 патронов, патроны внутри этих секторных магазинов располагались в шахматном порядке. Магазин вставлялся в окно коробки и удерживался спереди выступом и сзади защёлкой за выступ. Подающая пружина зигзагообразная. После полного израсходования боезапаса затвор оставался в открытом положении, удобном для последующего заряжания (подаватель пустого магазина включал специальную затворную задержку). Снаряжение магазинов патронами могло осуществляться как при магазине, отнятом от винтовки, так и при магазине, примкнутом к винтовке, при условии открытого затвора. Обычно для снаряжения магазина использовались штатные 5-патронные обоймы винтовки Мосина (3 обоймы на один магазин). Отделяемый магазин позволял перезаряжать винтовку, не опуская её и не снимая с бруствера. К винтовкам изготовления до 1936 года имелись магазины на 10 и 20 патронов.
При стрельбе использовались два типа патронов 7,62 × 54 мм R: патрон с лёгкой пулей образца 1908/30 г. и патрон с бронебойной пулей образца 1930 г.. Патрон с лёгкой пулей предназначался для стрельбы по живым открытым целям, патрон с бронебойной пулей — для стрельбы по противнику, укрывавшемуся за бронёй толщиной 7—10 мм (бронемашины, танкетки, самолёты). Так, броня толщиной 2—4 мм пробивалась с дистанции до 1200 м (при стрельбе по нормали к бронеплите), броня толщиной до 7 мм — с дистанции до 800 м, броня толщиной до 10 мм — с дистанции до 450 м (при удалении брони на 200 м получалось около 80 % сквозных пробоин). Эффект увеличивался при стрельбе небольшими очередями (3—5 патронов). Стрельба бронебойными патронами велась с открытого прицела, без ввода каких-либо поправок на несоответствие прицела.

### Штык
Первые варианты винтовки выпускались с неотъёмным складным игольчатым четырёхгранным штыком длиной 30 см. Такой штык изначально мог использоваться в качестве одноногой сошки, будучи присоединённым к оружию в положении клинком вниз (под углом 90°). Винтовки с подобным штыком-сошкой выпускались до второй половины 1936 года, но в инструкции 1937 года, составленной Артиллерийским управлением РККА и выпущенной Государственным военным издательством НКО СССР, использовать штык в качестве сошки у этих винтовок уже запрещалось. Для ведения непрерывного огня стрелку взамен сошек необходимо было использовать упор в виде скатки или дёрна.
В 1932 году откидной неотъёмный четырёхгранный игольчатый штык заменили съёмным штыком клинкового типа, который мог крепиться к трубке ствола с помощью подвижной рукояти клинка, поджимаемой в заднее положение пружиной штыка (так называемой подпружиненной рукояти). В походном положении он переносился в ножнах на поясном ремне. Некоторое время новый штык мог использоваться, согласно инструкциям, и в качестве сошки, но вскоре и от этой возможности было решено окончательно отказаться. Стрельба из винтовки Симонова, в отличие от винтовки Мосина, велась без штыка.

### Принадлежность
Для технического обслуживания к АВС прилагались специальные инструменты (принадлежность): туда входили ёршик, протирка, выколотка, шомпол, ключ для запирания переводчика, отвёртка-ключ для переключения газового регулятора, удлинитель шомпола и чехол для переноски винтовки. Все элементы принадлежности, кроме шомпола, укладывались в пенал, который являлся рукояткой отвёртки и ручкой шомпола при чистке. Крышка пенала выполняла функцию дульной накладки. Подобное оформление укладки принадлежности было применено впервые в РККА и позже стало традиционным. Шомпол располагался справа от ствола, фиксировался головкой в вырезе дульного тормоза за счёт собственной упругости.

## Прицельные приспособления
Открытый прицел винтовки АВС-36 был насечен по дальности от 100 до 1 500 метров с шагом 100 метров. Для более удобного и точного прицеливания винтовка могла снабжаться оптическим прицелом ПЕ образца 1931 года. Винтовки, которые комплектовались этим прицелом на кронштейне, могли использоваться в качестве снайперских, однако количество выпущенных «снайперских» экземпляров АВС-36 было небольшим. Оптический прицел всегда носился на винтовке, если был ей придан, но мог монтироваться на винтовку с помощью кронштейна, который крепился к ствольной коробке слева от оси оружия. Вся «оптика» была смещена влево в связи с особенностью выброса стреляных гильз.
Прицел представлял собой визирную трубку и состоял из линз, прицельных нитей, механизмов установки углов прицеливания и боковых поправок, а также диоптрийного кольца. Он имел прицельную сетку, состоящую из двух горизонтальных нитей и одной вертикальной. Установка углов прицеливания и боковых поправок осуществлялась с помощью двух барабанчиков. Верхний барабанчик, имевший дистанционную шкалу от 0 до 1400 м с цифрами от 0 до 14 (шаг 100 м), позволял настроить углы прицеливания. Боковой барабанчик со шкалой в тысячных дистанции и с 20 делениями этой шкалы (по 10 делений от нуля в обе стороны, на дистанцию 100 м — одно деление 10 см) позволял настроить боковые поправки. При его повороте в поле зрения прицела двигался влево или вправо прицельный пенёк — движение пенька влево было необходимо для смещения средней точки попадания вправо.
Оптический прицел не улучшал баллистические характеристики винтовки, но облегчал и уточнял прицеливание, позволяя стрелку полностью использовать меткость винтовки. С помощью прицела можно было не только точно и быстро прицеливаться в неблагоприятных условиях (например, если цель была плохо видна или замаскирована, а также при слабом освещении или в сумерки), но и измерить расстояние до цели. Считалось, что при использовании такого прицела целесообразной была стрельба только одиночным огнём, поскольку при непрерывной стрельбе могли расстроиться и сам прицел, и его установка.

## Параметры стрельбы
Автоматическая винтовка имеет техническую скорострельность около 800 выстрелов в минуту. Стандартная скорострельность одиночным огнём составляет до 25 выс/мин, короткими очередями — до 40 выс/мин. Наилучшие результаты стрельбы обеспечивались при ведении одиночного огня на расстоянии 400 м. Один боец стрелкового подразделения, вооружённый АВС, в теории мог добиться плотности огня, эквивалентной плотности огня группы из трёх или четырёх стрелков с винтовками Мосина. При стрельбе короткими очередями (по 3—5 выстрелов) в руках натренированного стрелка винтовка достигала хорошей кучности на дистанциях до 300 м, при непрерывном огне с опустошением магазина — на дистанции до 100—150 м. Хорошо тренированный стрелок при магазинах, заранее наполненных патронами, в режиме одиночного огня мог добиться скорострельности около 20—25 выстрелов в минуту, очередями по 3—5 выстрелов — 40—50 выстрелов в минуту, непрерывным огнём — 70—80 выстрелов в минуту.
Основным режимом огня был одиночный. Вести стрельбу короткими очередями полагалось при недостаточном количестве ручных пулемётов. Стрельбу непрерывным огнём дозволялось вести только в крайнем случае, при отражении внезапных вражеских атак на дистанции не больше 150 метров, но при этом запрещалось расходовать подряд больше 4 магазинов, чтобы не перегревать и не изнашивать ствол и другие детали. Согласно инструкции, переводчик режима огня АВС запирался специальным ключом, находившимся у командира отделения, который лишь в случае необходимости мог разрешить некоторым из солдат вести огонь очередями. Приёмы стрельбы при одиночном огне были аналогичны приёмам стрельбы из винтовки Мосина образца 1891/1930 годов — в частности, при стрельбе сидя или стоя винтовку рекомендовалось держать левой рукой за магазин снизу. При стрельбе короткими очередями рекомендовалось вести огонь из положения лёжа с упора, с использованием прикладки, аналогичной при стрельбе из 7,62-мм ручного пулемёта ДП — в этом случае корпус стрелка должен был находиться под небольшим углом к направлению винтовки на цель, ноги свободно вытянуты и слегка раскинуты, ступни ног развёрнуты носками наружу.
Вопреки распространённым мифам и слухам, по кучности ведения автоматического огня винтовка АВС-36 не достигала уровня ручных пулемётов типа MG-34, поэтому не могла считаться заменой ручным пулемётам в принципе. В целом по кучности она уступала даже обычным пистолетам-пулемётам тех лет, поэтому в лучшем случае могла считаться винтовкой повышенного могущества. В то же время при соблюдении всех требований технический ресурс винтовки АВС-36 мог достигать 27 тысяч выстрелов, что соизмеримо с ресурсом пулемёта ПКМ в размере не менее 30 тысяч выстрелов.
| Прицел | Дистанция, м | Угол прицеливания | Угол прицеливания | Угол бросания    | Угол бросания | Угол падения     | Угол падения |
| Прицел | Дистанция, м | Градусы и минуты  | Тысячные          | Градусы и минуты | Тысячные      | Градусы и минуты | Тысячные     |
| ------ | ------------ | ----------------- | ----------------- | ---------------- | ------------- | ---------------- | ------------ |
| 1      | 100          | 0° 9'             | 2,5               | 0° 2'            | 0,5           | 0° 3'            | 1,0          |
| 2      | 200          | 0° 13'            | 3,5               | 0° 5'            | 1,5           | 0° 6'            | 1,5          |
| 3      | 300          | 0° 17'            | 4,5               | 0° 9'            | 2,5           | 0° 11'           | 3,0          |
| 4      | 400          | 0° 22'            | 6,0               | 0° 13'           | 3,5           | 0° 16'           | 4,3          |
| 5      | 500          | 0° 27'            | 7,5               | 0° 18'           | 5,0           | 0° 23'           | 6,0          |
| 6      | 600          | 0° 33'            | 9,0               | 0° 24'           | 6,5           | 0° 33'           | 9,0          |
| 7      | 700          | 0° 40'            | 11,0              | 0° 31'           | 8,5           | 0° 46'           | 13,0         |
| 8      | 800          | 0° 48'            | 13,5              | 0° 39'           | 11,0          | 1° 03'           | 17,5         |
| 9      | 900          | 0° 57'            | 16,0              | 0° 48'           | 13,5          | 1° 24'           | 23,0         |
| 10     | 1000         | 1° 07'            | 18,5              | 0° 58'           | 16,0          | 1° 49'           | 30,5         |
| 11     | 1100         | 1° 19'            | 22,0              | 1° 10'           | 19,5          | 2° 19'           | 38,5         |
| 12     | 1200         | 1° 33'            | 26,0              | 1° 23'           | 23,0          | 2° 53'           | 40,0         |
| 13     | 1300         | 1° 50'            | 30,5              | 1° 38'           | 27,0          | 3° 31'           | 60,0         |
| 14     | 1400         | 2° 11'            | 36,5              | 1° 59'           | 32,0          | 4° 13'           | 70,0         |
| 15     | 1500         | 2° 37'            | 43,0              | 2° 15'           | 37,5          | 4° 58'           | 83,0         |

| Дистанция, м | Высота траектории, м | Горизонтальное расстояние, м | Время полёта пули, с | Скорость у цели, м/с |
| ------------ | -------------------- | ---------------------------- | -------------------- | -------------------- |
| 100          | 0,03                 | 52                           | 0,12                 | 766                  |
| 200          | 0,08                 | 104                          | 0,26                 | 695                  |
| 300          | 0,18                 | 158                          | 0,41                 | 628                  |
| 400          | 0,40                 | 214                          | 0,57                 | 565                  |
| 500          | 0,80                 | 272                          | 0,76                 | 510                  |
| 600          | 1,3                  | 332                          | 0,97                 | 460                  |
| 700          | 2,0                  | 394                          | 1,2                  | 416                  |
| 800          | 3,0                  | 457                          | 1,45                 | 377                  |
| 900          | 4,4                  | 521                          | 1,73                 | 343                  |
| 1000         | 6,3                  | 585                          | 2,04                 | 314                  |
| 1100         | 8,7                  | 649                          | 2,38                 | 290                  |
| 1200         | 11,7                 | 713                          | 2,76                 | 270                  |
| 1300         | 15,4                 | 777                          | 3,18                 | 254                  |
| 1400         | 19,9                 | 841                          | 3,64                 | 241                  |
| 1500         | 25,3                 | 905                          | 4,14                 | 230                  |

## Технические данные
Масса компонентов винтовки
- Вес винтовки:
  - со штыком: 4,62 кг[10]

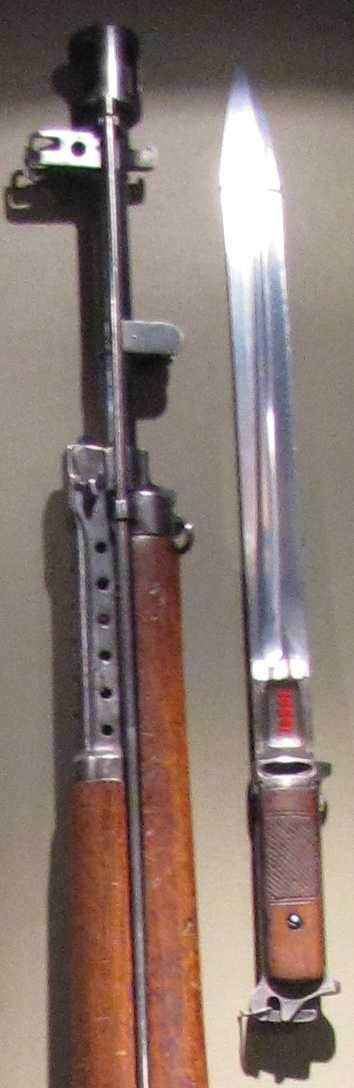
Ствол и штык винтовки АВС-36

  - без штыка: 4,26 кг[10] (по другим данным, вес штыка составлял 0,48 кг)[9]
  - без патронов: 4,2 кг[12]
  - с магазином: 4,4 кг[9]
  - со штыком, оптическим прицелом и полным магазином: 5,95 кг[63] (около 6 кг[51][64][8])
  - со штыком без снаряжённого магазина: 4,5 кг[65]
  - без штыка, без оптического прицела и без магазина: 4,05 кг[51][64][63][8]
- Вес магазина:
  - с 15 патронами: 0,675[51][8]—0,68 кг[63]
  - без патронов: 0,350 кг[51]
- Вес штыка с ножнами: 0,550 кг[51][63]
- Вес оптического прицела с кронштейном: 0,725 кг[51]
- Вес кронштейна без оптического прицела: 0,145 кг[51]
- Вес подвижных частей (затвор, шток и взводная муфта): 0,5 кг[51]

Размеры винтовки
- Общая длина автоматической винтовки:
  - без штыка: 1260 мм[51][66][36][63] (с дульным тормозом)[9]
  - со штыком: 1520 мм[51][66][36][63]
- Длина ствола: 612 мм (проект 1933 года)[9], 615[10][8], 620[11] или 627 мм[12]
- Длина нарезной части ствола: 557 мм[51][63][8]
- Число нарезов: 4[64][65]
- Длина прицельной линии на прицелах 1/15: 591[65][9][8]/587 мм[51]
- Высота мушки: 29,84 мм[51]
- Длина хода затвора: 130 мм[51]

Параметры стрельбы
- Калибр: 7,62 мм[10]
- Ёмкость магазина: 15 патронов[10]
- Прицельная дальность стрельбы: 1500 м[16][64][10]
- Предельная дальность полёта пули: 3000 м (в целом)[64], 3400—3500 м (лёгкая пуля образца 1908/30 гг.)[45]
- Начальная скорость (у дула) лёгкой пули: 835[65][11]—840 м/с[15][64][36][63][8]
- Скорострельность:
  - технический темп стрельбы: около 800 выстрелов в минуту[33]
  - одиночным огнём: 20[63]—25 выстрелов в минуту[66][65]
  - одиночным огнём с прицеливанием: 30—40 выстрелов в минуту[9]
  - короткая очередь (3—5 выстрелов)[66]: 40 выстрелов в минуту[65]
  - непрерывным огнём: 70—80 выстрелов в минуту[63]

Характеристика оптического винтовочного прицела образца 1931 года
- увеличение: 4-кратное[67];
- поле зрения: 5°30′[67];
- диаметр выходного зрачка: 7,6 мм[67];
- удаление выходного зрачка от последней линзы окуляра: 85 мм[67].

## Оценка оружия

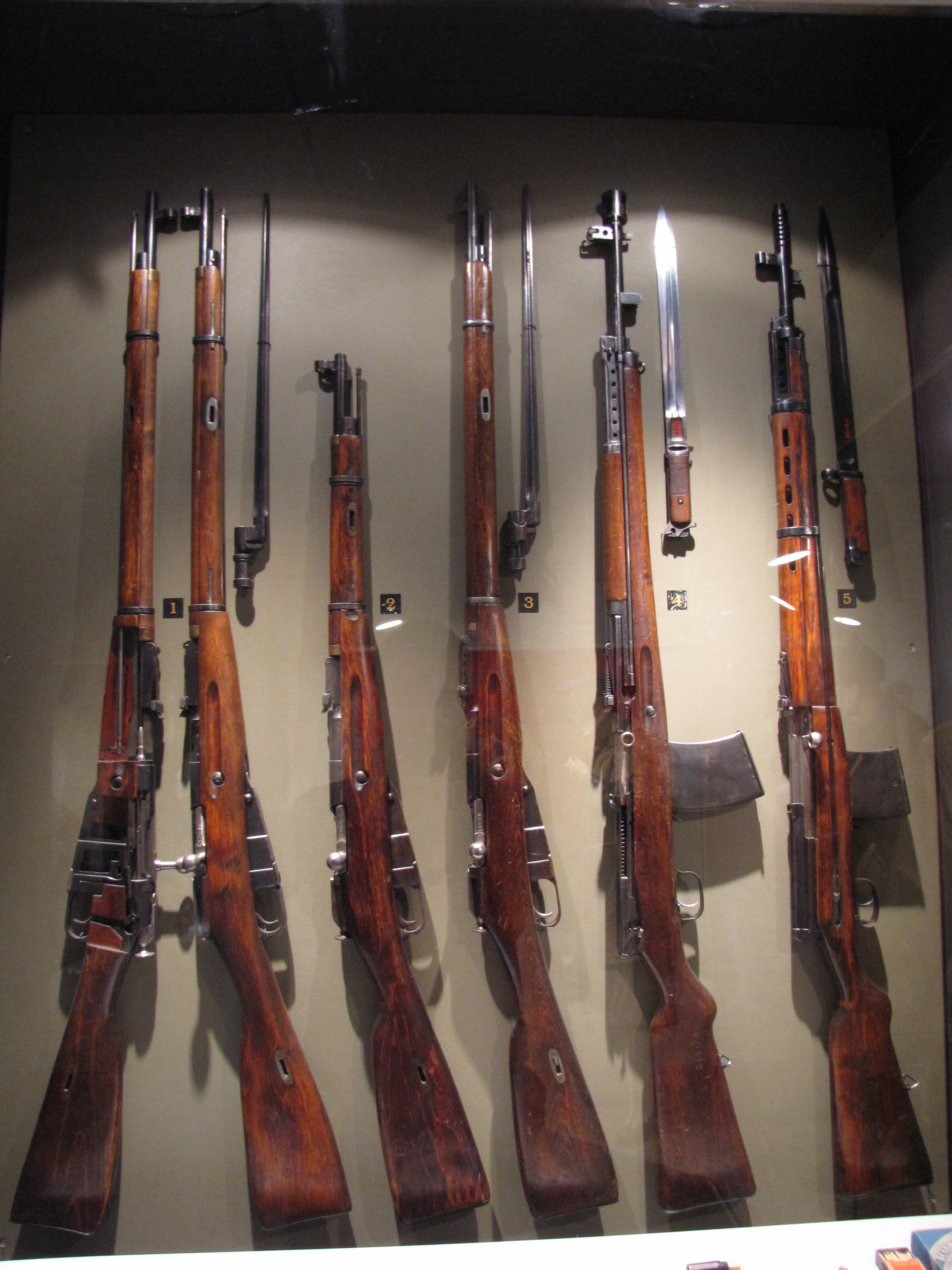
Слева направо: 1) винтовка Мосина обр. 1891/1930; 2) винтовка Мосина обр. 1891/1930 со штык-ножом обр. 1891/1930; 3) карабин Мосина обр. 1938; 4) драгунская винтовка Мосина со штык-ножом Кабакова-Комарицкого; 5) АВС-36 со штык-ножом; 6) СВТ-38 со штык-ножом

Автоматическая винтовка Симонова стала первой автоматической винтовкой в отечественной и мировой военной промышленности, изготавливавшейся в массовых количествах и испытанной в боевых условиях. Для своего времени она была большим достижением советской оружейной мысли и техники: на тот момент ни у одной из стран не было лёгкой и мощной автоматической магазинной винтовки, выпускаемой в массовом порядке. Не отличаясь по массе от винтовки Мосина, винтовка Симонова обладала большей вместимостью магазина и могла вести непрерывный огонь, а благодаря автоматическому перезаряжанию обеспечивала сокращение времени на прицельный выстрел. Однако винтовка оказалась достаточно сложной по конструкции, дорогой и трудоёмкой в производстве, крайне капризной в плане обращения и недостаточно надёжной для массовой эксплуатации в войсках. В частности, отмечались её чувствительность к ударам, обильной смазке, температурным колебаниям и загрязнениям. Одна из проблем заключалась в том, что если стрелок, проведя полную разборку винтовки, затем собирал её по невнимательности без запирающего клина, то становилось возможным дослать патрон в патронник и произвести выстрел. В этом случае затвор отскакивал назад с огромной скоростью и мог травмировать стрелка. Ещё одна опасность таилась в том, что при вынимании винтовки существовала возможность прищемить пальцы рук сорвавшимся с автоспуска ударником. Цена плановой закупки одной единицы АВС составляла 1393 рублей, что было в 1,8 раза дороже пулемёта ДП.
Бойцы Красной армии, использовавшие винтовки АВС-36, критиковали их за большую массу и длину оружия, а также за возможность случайной утери съёмного магазина. Отмечалось, что регулятор в газоотводном узле не всегда оказывался понятным и удобным, а полная разборка оружия проводилась очень редко в связи с тем, что в результате обратной сборки могли случайно остаться какие-то «лишние» детали. Ударно-спусковой механизм казался слишком сложным даже для подготовленного бойца. Критике подвергалась и система клинового запирания: ещё в проекте 1933 года подобное запирание усложняло конструкцию всей системы и приводило не только к утяжелению всей винтовки, но и к низкому расположению магазина. Патрон в таком случае должен был прыгать вверх, и это приводило к задержкам в системе, число которых возрастало при использовании магазина ёмкостью более чем на 10 патронов. Проблему задержек при стрельбе не удалось решить ни в одном из вариантов винтовки. Если патрон ущемлялся в ствольной коробке, то его невозможно было открыть без помощи отвёртки. Клин, который должен был номинально обладать повышенной живучестью и прочностью, являлся невзаимозаменяемой деталью, которую подгоняли при сборке индивидуально для каждой винтовки под величину допустимого зазора между пеньком ствола и чашечкой затвора.
Недостаточная устойчивость винтовки при ведении непрерывного огня приводила к крайне неудовлетворительной кучности стрельбы. Точность стрельбы снижалась по причине других факторов: дульная трубка ствола, к которой примыкался штык, была маложивучей деталью и расшатывалась от ударов штыком и от стрельбы с примкнутым штыком. Поскольку на трубке находилось основание мушки, это снижало точность стрельбы. К снижению точности приводили расшатывания колодки и прицела, вызываемые постоянными ударами муфты при отпирании затвора. Для замены или исправления муфты приходилось снимать со ствола прицельную колодку, что нарушало прочность её посадки на винтовке и также снижало кучность стрельбы. В проекте 1933 года отмечались неудовлетворительные характеристики и качества газового регулятора, спускового механизма, предохранителя, ударника и затвора в целом, неудачное крепление ствольной накладки при помощи чеки, короткая прицельная линия и укороченная рукоять затвора. Особо серьёзные проблемы были с живучестью ударника и выбрасывателя.
Проект 1935 года тоже был забракован из-за слабой живучести ряда деталей, среди которых были клин, ударный механизм, останов затвора, прицельная колодка, шток поршня и пружина выбрасывателя. В проекте 1936 года самым крупным дефектом стал большой процент задержек при стрельбе, связанный с осечками, плохой экстракцией гильз, перекосов патрона с заклиниванием в окне ствольной коробки и так далее. Однако не были исправлены и прежние дефекты в виде неустойчивой прицельной колодки, маложивучего штока поршня и неудобного примыкания штыка. Маложивучая пружина выбрасывателя продолжала приводить к заклиниванию затвора. Отсутствие непосредственной связи крышки с водителем затвора усложнило устранение задержек. В целом считается, что образцы 1935 и 1936 годов не имели никаких существенных преимуществ перед образцом 1933 года. В процессе эксплуатации винтовок выявилась крайняя чувствительность автоматики к загрязнению, связанная с применением патрона с выступающей закраиной. Из иных недостатков выделялись чувствительность к колебанию температуры, задержки при стрельбе из-за перекоса патрона с закраиной на гильзе, а также облако пыли, возникавшее при выстреле из-за щелей снизу дульного тормоза и демаскировавшее стрелка.

## Снятие с вооружения
Долгое время при производстве винтовки наблюдались нарушения с правильной термообработкой ответственных узлов, в связи с чем при работе ударникового УСМ возникали значительные нагрузки, ускорявшие износ деталей и затруднявшие ручное открытие затвора. При стрельбе в автоматическом режиме отдача была настолько большой, что стрелки не справлялись со следовавшим «уводом» винтовки после каждого выстрела: прицельным был только первый выстрел в очереди вне зависимости от её длины. Согласно воспоминаниям наркома вооружений Б. Л. Ванникова, в предвоенные годы (особенно начиная с 1938 года) И. В. Сталин выступил за перевооружение РККА самозарядной винтовкой вместо автоматической, исходя из соображений более рационального расходования боеприпасов в условиях боя. На государственном уровне было признано неприемлемым бесцельное расходование боеприпасов, и 22 мая 1938 года совместным приказом Наркомов обороны и оборонной промышленности был объявлен очередной конкурс на разработку самозарядной винтовки. В октябре того же года прошли испытания с участием винтовок Симонова, Токарева, Дегтярёва и БНК-4, по итогам которых победила система Токарева.
В ходе финской войны 1939—1940 гг. на одной из винтовок АВС-36 лопнула пружина, подающая патрон из магазина в ствольную коробку. Выехавшие на фронт специалисты установили, что пружина лопнула не в боевых условиях (винтовка висела при входе в помещение на морозе −40° С). В дальнейшем было установлено, что применявшаяся при производстве пружины пружинная сталь при температуре −40° теряла прочность на 20 — 30 %, а при температуре −60° потеря прочности составляла почти 50 %. Экспериментальным путём в течение нескольких дней было определено, что необходимо изменить марку применяемой стали, добавив небольшой процент никеля и немного ванадия. По результатам дальнейшего обсуждения вопроса с военными специалистами было принято решение окончательно остановить производство АВС-36, заменив её в производстве самозарядной винтовкой СВТ, имевшую преимущества перед АВС. В то же время, по мнению Владимира Новикова, разница в боевых свойствах этих винтовок была практически незначительной, и он задавался вопросом о целесообразности оснащения армии винтовками трёх различных конструкций.
Окончательный отказ от автоматической винтовки Симонова состоялся в пользу СВТ-38, которая имела большую живучесть отдельных деталей, но была в то же время ещё сложнее и дороже в производстве, обладая магазином меньшей ёмкости и сниженной скорострельностью. При этом самозарядная винтовка как таковая обладала кучностью боя, близкой к кучности обычной магазинной винтовки и намного более приемлемой по сравнению с автоматической винтовкой.

## Страны-эксплуатанты
- СССР — принята на вооружение в 1936 году, использовалась в боевых действиях на Халхин-Голе, советско-финской и в начальный период Великой Отечественной войны[36][4][3]. По некоторым данным, на момент начала сражений на Халхин-Голе в подразделения РККА поступило более 30 тысяч экземпляров АВС-36[2]. В годы блокады Ленинграда завод № 162 выпускал ложи для ряда советских винтовок, в том числе и для АВС[71]. Она использовалась и в снайперском варианте в советско-финской войне[14].
- Финляндия — трофейные снайперские АВС-36 находились на вооружении финской армии, но финны предпочитали им более надёжную винтовку СВТ[4][3][72].
- Нацистская Германия — некоторое количество трофейных АВС-36 находилось на вооружении вермахта под наименованием Selbstladegewehr 257(r)[3].

## Память, отражение в культуре и искусстве

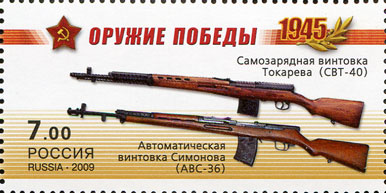
Коммеморативная марка «К 65-летию Победы в Великой Отечественной войне 1941—1945 гг. Оружие победы»

27 апреля 2009 года была выпущена серия марок «К 65-летию Победы в Великой Отечественной войне 1941—1945 гг. Оружие победы». На марке, выпущенной под номером 1311, были изображены самозарядная винтовка Токарева образца 1940 г. (СВТ-40) и автоматическая винтовка Симонова (АВС-36). Художник — Р. Комса.
Винтовка изображена в ряде художественных («Если завтра война», «Два бойца») и документальных фильмов, а также компьютерных игр, среди которых выделяются Heroes & Generals и Call of Duty: WWII.

## Комментарии
1. ↑  Значение углов округлено до минуты
2. ↑  Величины углов в тысячных округлены до 0,5 тысячной